# Associazione Calcio Savoia 1908 1990-1991
Questa voce raccoglie le informazioni riguardanti il Savoia nelle competizioni ufficiali della stagione 1990-1991.

## Stagione
La stagione 1990-1991 fu la 69ª stagione sportiva del Savoia.
Serie C2 1990-1991: 11º posto

## Divise e sponsor
| Casa | Trasferta |

## Organigramma societario
Area direttiva
- Presidente:  Umberto Farinelli
- Vice presidente: Luigi Farinelli, Pasquale Farinelli

Area organizzativa
- Segretario generale: Giuseppe Sasso

Area tecnica
- Direttore Sportivo: Felicio Ferraro
- Allenatore:  Mario Schettino poi
 Mario Zurlini dalla 30^

Area sanitaria
- Medico sociale: Antonio Ciniglio
- Massaggiatori: Andrea Vecchione

## Calciomercato
| Acquisti | Acquisti | Acquisti | Acquisti   |
| R.       | Nome     | da       | Modalità   |
| -------- | -------- | -------- | ---------- |
|          |          |          | definitivo |

| Cessioni | Cessioni | Cessioni | Cessioni   |
| R.       | Nome     | a        | Modalità   |
| -------- | -------- | -------- | ---------- |
|          |          |          | definitivo |

## Rosa
| N. |                   | Ruolo | Calciatore                    |
| -- | ----------------- | ----- | ----------------------------- |
|    | Italia (bandiera) | P     | Massimo Assante               |
|    | Italia (bandiera) | D     | Paolo Agabitini               |
|    | Italia (bandiera) | D     | Umberto Comiato               |
|    | Italia (bandiera) | D     | Francesco Esposito (capitano) |
|    | Italia (bandiera) | C     | Roberto Acanfora              |
|    | Italia (bandiera) | C     | Vincenzo Collina              |
|    | Italia (bandiera) | C     | Luigi Conte                   |
|    | Italia (bandiera) | C     | Raniero Di Cunzolo            |
|    | Italia (bandiera) | C     | Ciro Di Rosa                  |
|    | Italia (bandiera) | C     | Antonio Marasco               |

| N. |                   | Ruolo | Calciatore              |
| -- | ----------------- | ----- | ----------------------- |
|    | Italia (bandiera) | C     | Domenico Uscidda        |
|    | Italia (bandiera) | A     | Salvatore Bertuccelli   |
|    | Italia (bandiera) | A     | Antonio Dell'Annunziata |
|    | Italia (bandiera) | A     | Angelo Zottoli          |
|    | Italia (bandiera) |       | Vincenzo Abbatiello     |
|    | Italia (bandiera) |       | Roberto Cappuccio       |
|    | Italia (bandiera) |       | Mario Cavallaro         |
|    | Italia (bandiera) |       | Giovanni Masecchia      |
|    | Italia (bandiera) |       | Matteo Siniscalco       |
|    | Italia (bandiera) |       | Alessandro Vitti        |

## Risultati

### Campionato

#### Girone di andata
| 16 settembre 1990 1ª giornata | Savoia | 1 – 2 | Kroton |  |

| 23 settembre 1990 2ª giornata | Ostia Mare | 1 – 2 | Savoia |  |

| 30 settembre 1990 3ª giornata | Savoia | 0 – 0 | Atletico Leonzio |  |

| 7 ottobre 1990 4ª giornata | Potenza | 1 – 0 | Savoia |  |

| 14 ottobre 1990 5ª giornata | Savoia | 3 – 0 | Pro Cavese |  |

| 21 ottobre 1990 6ª giornata | Sangiuseppese | 2 – 0 | Savoia |  |

| 4 novembre 1990 7ª giornata | Latina | 0 – 1 | Savoia |  |

| 11 novembre 1990 8ª giornata | Savoia | 5 – 0 | Enna |  |

| 18 novembre 1990 9ª giornata | Savoia | 1 – 1 | Acireale |  |

| 25 novembre 1990 10ª giornata | Ischia Isolaverde | 1 – 0 | Savoia |  |

| 2 dicembre 1990 11ª giornata | Savoia | 1 – 1 | Vigor Lamezia |  |

| 9 dicembre 1990 12ª giornata | Lodigiani | 0 – 0 | Savoia |  |

| 16 dicembre 1990 13ª giornata | Savoia | 2 – 0 | Formia |  |

| 30 dicembre 1990 14ª giornata | Turris | 2 – 2 | Savoia |  |

| 6 gennaio 1991 15ª giornata | Astrea | 1 – 0 | Savoia |  |

| 13 gennaio 1991 16ª giornata | Savoia | 3 – 0 | Celano |  |

| 20 gennaio 1991 17ª giornata | Castel di Sangro | 2 – 3 | Savoia |  |

#### Girone di ritorno
| 3 febbraio 1991 18ª giornata | Kroton | 1 – 1 | Savoia |  |

| 10 febbraio 1991 19ª giornata | Savoia | 2 – 1 | Ostia Mare |  |

| 17 febbraio 1991 20ª giornata | Atletico Leonzio | 1 – 0 | Savoia |  |

| 24 febbraio 1991 21ª giornata | Savoia | 0 – 0 | Potenza |  |

| 3 marzo 1991 22ª giornata | Pro Cavese | 2 – 1 | Savoia |  |

| 17 marzo 1991 23ª giornata | Savoia | 0 – 1 | Sangiuseppese |  |

| 24 marzo 1991 24ª giornata | Savoia | 0 – 1 | Latina |  |

| 30 marzo 1991 25ª giornata | Enna | 0 – 2 | Savoia |  |

| 7 aprile 1991 26ª giornata | Acireale | 2 – 1 | Savoia |  |

| 14 aprile 1991 27ª giornata | Savoia | 1 – 1 | Ischia Isolaverde |  |

| 28 aprile 1991 28ª giornata | Vigor Lamezia | 2 – 0 | Savoia |  |

| 5 maggio 1991 29ª giornata | Savoia | 2 – 3 | Lodigiani |  |

| 12 maggio 1991 30ª giornata | Formia | 0 – 0 | Savoia |  |

| 19 maggio 1991 31ª giornata | Savoia | 0 – 0 | Turris |  |

| 26 maggio 1991 32ª giornata | Savoia | 2 – 1 | Astrea |  |

| 2 giugno 1991 33ª giornata | Celano | 0 – 2 | Savoia |  |

| 9 giugno 1991 34ª giornata | Savoia | 0 – 0 | Castel di Sangro |  |